# Fort Bronx
Fort Bronx (Night of the Juggler) è un film del 1980 diretto da Robert Butler.

## Trama
New York City, Stati Uniti. Sean Boyd è un ex poliziotto che, dopo essere stato scambiato per il ricco e potente costruttore Clayton, subisce il rapimento della figlia Kathy da parte di Gus Soltic, uno psicopatico che cerca vendetta dopo aver perso la casa. Sean si mette subito alla ricerca della figlia chiedendo la collaborazione anche di alcuni suoi ex colleghi. Molti ostacoli e imprevisti rendono difficile la liberazione di Kathy, tra questi la richiesta del riscatto da parte del rapitore intenzionato a sacrificare con la vita la ragazza se non vengono assecondati in pieno i suoi desideri.

## Promozione

### Slogan
"Entrarvi è difficile, uscirne vivi un miracolo" e "Siete mai stati all'inferno?" sono gli slogan utilizzati per la promozione del film, sui quotidiani, all'epoca della sua programmazione nei cinema.

### Manifesti
I manifesti e le locandine utilizzate per la promozione del film, all'epoca della sua diffusione nelle sale cinematografiche italiane, sono stati realizzati dall'illustratore Renato Casaro.

## Distribuzione
Il film è stato distribuito nelle sale cinematografiche italiane nel mese di agosto del 1981.

### Data di uscita
Alcune date di uscita internazionali nel corso del 1981 sono state:
- 6 giugno 1980 negli USA (Night of the Juggler)[5]
- 26 agosto 1981 in Italia[6]

## Accoglienza

### Incassi
Il film si è classificato al 94º posto tra i primi 100 film di maggior incasso della stagione cinematografica italiana 1981-1982.

### Critica
A parte il titolo italiano che riprende il film interpretato da Paul Newman e a parte il fatto che la pellicola nel suo complesso non presenti niente di nuovo nelle vicende metropolitane narrate, viene apprezzato il modo serrato di come queste siano state montate, così da tenere sempre viva l'azione senza mai lasciare scadere la tensione.